# Knofje
Knofje is een kleuterdramaserie van omroep KRO uit 2001 en een gelijknamige animatieserie van omroep KRO-NCRV uit 2018. 

## Televisieserie (2001)
De drama serie bestaat uit zes afleveringen van 10 minuten, is geschreven door Tamara Bos en is gebaseerd op het gelijknamige boek van Burny Bos. 
De kleuter Knofje zelf wordt gespeeld door Sterre Herstel, die later een rol kreeg in onder meer de film Leef! en de televisieserie Evelien. KRO Jeugd presentatrice Yvon Jaspers speelt de moeder van Knofje. De vader van Knofje wordt gespeeld door Hugo Konings. Een andere bekende actrice in de serie is Kitty Courbois, die de rol van Oma Gooi speelt. 
De serie was een initiatief van toenmalig hoofd KRO Jeugd Jan-Willem Bult voor het dagelijkse kleuterprogramma KRO Kindertijd en is in opdracht van KRO ontwikkeld en geproduceerd door het productiehuis BosBros.

### Afleveringen
1. Duimen: De mama van Knofje heeft een baby in haar buik. Daarom wil ze 's middags graag een dutje doen. Samen met Knofje. Maar waar is Knofje eigenlijk?
2. Verstoppertje: Knofje en mama spelen verstoppertje. Samen met Knofjes knuffels. Mama moet zoeken. Maar waar zit Flut verstopt?
3. Brompje: Knofje mag van mama brood halen bij de bakker. Onderweg vindt ze een dode bromvlieg die natuurlijk begraven moet worden. Ondertussen wacht mama op haar brood en op Knofje.
4. Het Wiegje: Mama en Knofje maken alles klaar voor de nieuwe baby. Ze wassen de kleertjes. Maar Knofje is zo benieuwd naar het wiegje. Ze zou er wel even in willen liggen
5. De Prinses: Knofje is een prinses. Daarom maakt papa een kasteel voor haar. Een kasteel om in te wonen. En te slapen.
6. De Nieuwe Baby: Eindelijk is het zover. De nieuwe baby komt er aan. Knofje moet gaan slapen. Maar hoe kan ze nou slapen als er een baby komt?

### Prijzen
In 2003 werd de serie genomineerd voor de Cinekid Kinderkast Vak Jury en won een Gouden Beeld in de categorie Jeugd.
In 2004 werd de 'Oscar voor kindertelevisie' Prix Jeunesse International gewonnen in de categorie Up to 6.

## Animatieserie (2018 - 2019)
In 2018 verscheen een animatiereeks van Knofje bij KRO-NCRV. De serie bestaat uit twee seizoenen met in totaal 26 afleveringen van elk ongeveer 7 minuten lang. De animatieserie heet in het Nederlands opnieuw Knofje, en in het Engels Huggleboo.   
In de Knofje animatieserie bestaan de gezichten van de hoofdrolspelers uit foto's die bovenop de geanimeerde beelden zijn geplaatst. Iedere aflevering heeft ook een eigen liedje. Yvon Jaspers vertolkt opnieuw de moeder, de andere karakters werden ingesproken door andere acteurs dan de serie uit 2001. 
De eerste aflevering van Knofje ging in première op televisie in Nederland op 17 december 2018 tijdens Kindertijd op NPO-3 in de uitzending van Zappelin. De volledige serie was vervolgens verder op NPO-3 te zien, en in Vlaanderen op Ketnet. Ze is ook integraal beschikbaar in Nederland op NPO Start en in België op VRT NU, en gedeeltelijk op de Ketnet website.
Knofje won in 2019 een Kids Audience Award for Best Short 3+ op het Kaboom Animation Festival in Amsterdam.
De serie werd ontwikkeld in opdracht van KRO-NCRV door het productiehuis BosBros in samenwerking met productiehuis Submarine, het Belgisch animatiestudio Walking The Dog en de Duitse animatiestudio Traumhaus Studios.